# Hypericum sikokumontanum
Hypericum sikokumontanum är en johannesörtsväxtart som beskrevs av Tomitaro Makino. Hypericum sikokumontanum ingår i släktet johannesörter, och familjen johannesörtsväxter. Utöver nominatformen finns också underarten H. s. hyugamontanum.